# シリ (サモア)
シリ (Sili) は、サモアのサバイイ島南部にある村。シリは島の内陸部に位置している。これは、他のサモアの集落が海沿いに位置している点とは異なる特徴である。村はパラウリ行政区に位置している。
シリの人々は、生活のほとんどを自給自足の農業で賄っている。海岸から離れた位置にあることから、漁業が村の経済に与えている影響は最小限となっている。サモアにおいては、多くの天然資源や土地に関して、村の共有財産として扱われている。村を流れるシリ川についても同様で、伝統的に、村が所有する土地のひとつと見なされている。この川はシリの人々に対して、文化的かつ歴史的に、重要な意義を保持している。伝統的な知識とその保全は、村の運営における重要な要素となっている。すべての作物に対して有機農業が営まわれており、農薬や化学物質の使用は禁止されている。
2004年、サモア政府はシリの村内に水力発電所を建設する計画を構想したが、村は環境や文化的要因を理由として、これを拒否した。この水力発電計画はアジア開発銀行の経済的援助によるものであり、アジア開発銀行はサモア政府およびサモア政府の電力公社を支援していた。サモア政府らはこの計画について、「再生可能エネルギーに対して優先度の高い投資を行うためのプロジェクト」と位置付けていた。アジア開発銀行は2003年に、水力発電計画に対して約30万米ドルを拠出していた。村の首長（マタイ）はこの計画について、水を汚染し、環境を台無しにするものと主張した。